# Talsperre Serra Serrada
Die Talsperre Serra Serrada (portugiesisch Barragem de Serra Serrada) liegt in der Region Nord Portugals im Distrikt Bragança. Sie staut den Andorinhas zu einem Stausee auf. Die Gemeinde França befindet sich ungefähr sechs Kilometer südöstlich der Talsperre.
Mit dem Projekt zur Errichtung der Talsperre wurde im Jahre 1986 begonnen. Der Bau wurde 1989 fertiggestellt. Die Talsperre dient neben der Trinkwasserversorgung auch der Stromerzeugung. Sie ist im Besitz der Stadtverwaltung von Bragança, der CM Bragança.

## Absperrbauwerk
Das Absperrbauwerk ist eine Gewichtsstaumauer aus Beton mit einer Höhe von 25 m über der Gründungssohle (20 m über dem Flussbett). Die Mauerkrone liegt auf einer Höhe von 1254 m über dem Meeresspiegel. Die Länge der Mauerkrone beträgt 170 m und ihre Breite 2 m. Das Volumen der Staumauer umfasst 14.600 m³.
Die Staumauer verfügt sowohl über einen Grundablass als auch über eine Hochwasserentlastung. Über den Grundablass können maximal 3,7 m³/s abgeleitet werden, über die Hochwasserentlastung maximal 46 m³/s. Das Bemessungshochwasser liegt bei 46 m³/s; die Wahrscheinlichkeit für das Auftreten dieses Ereignisses wurde mit einmal in 500 Jahren bestimmt.

## Stausee
Beim normalen Stauziel von 1252 m (maximal 1252,5 m bei Hochwasser) erstreckt sich der Stausee über eine Fläche von rund 0,2647 km² und fasst 1,68 Mio. m³ Wasser – davon können 1,5 Mio. m³ genutzt werden. Das minimale Stauziel liegt bei 1.241,5 m.

## Kraftwerk
Das Kraftwerk Serra Serrada ist mit einer installierten Leistung von 3,4 MW eines der kleinsten Wasserkraftwerke in Portugal. Die durchschnittliche Jahreserzeugung liegt bei 8,71 Mio. kWh. Es sind zwei Pelton-Turbinen installiert.